# Mon Mothma
Mon Mothma es un personaje ficticio de la franquicia Star Wars, interpretado principalmente por la actriz Genevieve O'Reilly. Presentada como la líder de la Alianza Rebelde en Star Wars: Episodio VI - El retorno del Jedi (1983), interpretada por Caroline Blakiston, Mothma se ha convertido en un personaje destacado en las precuelas posteriores, incluidas las películas Star Wars: Episodio III - La venganza de los Sith (2005) y Rogue One (2016), y las series de televisión The Clone Wars (2008-2014), Rebels (2014-2018) y Andor (2022-2025). El personaje también apareció en la serie de televisión de acción real de 2023 Ahsoka, nuevamente interpretada por O'Reilly.

## Desarrollo

### Representación
Uno de los cuatro únicos personajes femeninos con diálogo en las tres películas originales de Star Wars, Mon Mothma fue interpretada por Caroline Blakiston en El retorno del Jedi (1983).  En 1997, Blakiston dijo sobre el papel secundario: "Ciertamente, la gente siempre tiene mucha envidia de mí. Cuando me uno a una nueva compañía de teatro, los otros actores miran el programa, ven mi crédito de Return of the Jedi y decir, 'Oh, fuiste parte de Star Wars'. Sonrío y digo: 'Sí, pero solo durante veintiséis segundos y medio'".
O'Reilly señaló en 2022 que la actuación de Blakiston influye continuamente en la suya.  Ella dijo: "Siempre estuve interesada en ella, y cada vez que voy a interpretarla, vuelvo a esa escena. Puedes ver cuando Caroline hace eso en esa escena, para mí, siempre hubo dolor en el corazón de la misma. Se podía ver que ella estaba cargando un dolor, y tenía mucha curiosidad acerca de lo que era eso. ¿Qué ha pasado en la vida de esta mujer? ¿Cuánto ha costado ser ella? ¿Cuáles son los sacrificios que ha tenido que hacer? hacer en el camino para ser la líder de una rebelión?" 

### Concepción
En 2003, O'Reilly fue anunciada para interpretar a Mothma en La Venganza de los Sith,  pero la mayoría de sus escenas  finalmente se eliminó del estreno en cines de la película. 
O'Reilly dijo:
George Lucas y Rick McCallum, que era el productor, son tan profesionales que me escribieron y me dijeron que [las escenas habían sido cortadas], así que lo supe mucho antes. Y fueron tan hermosos al respecto y amables conmigo como una actriz muy joven. Y tenía mucho sentido para mí porque, por supuesto, se trataba de que Darth Vader se convirtiera en Darth Vader. El cine debe tener un enfoque singular para que funcione, ¿sabes? El cine no tiene mucho tiempo para contar la historia. Así que respeté su decisión, y cuando la vi, tenía mucho sentido.
Para su participación en Rebels, dijo: Había terminado de filmar Rogue One, y me llamaron y me preguntaron si me gustaría participar en Rebels. Estaba emocionada. Fue algo tan extraordinario ser parte y trabajar con el equipo de Lucasfilm... Me reuniría con ellos a través de una conexión satelital desde cualquier lugar... Fue un placer intervenir en un punto diferente de su narración". 
O'Reilly explicó que Mon llega a la serie en un "momento muy cargado" en el que "hay mucho en juego para todos", y señaló que el personaje "realmente muestra los rasgos de un verdadero líder en situaciones muy difíciles, muy intensas y peligrosas veces." 
O'Reilly dijo sobre la interpretación de Andor de Mon: "Realmente podemos desarrollarla como personaje, y aprendemos sobre ella no solo como senadora, sino como mujer. [Aprendemos] cómo es su vida, con qué tiene que luchar, cuáles son los peligros para su vida, cuánto cuesta ser ella". O'Reilly se basó en varias mujeres políticas de la vida real, incluidas Liz Cheney, Alexandria Ocasio-Cortez, Jacinda Ardern y Ángela Merkel. Tony Gilroy dijo sobre el personaje: "Ella siempre se presenta como muy apropiada, sobria y perfectamente integrada todo el tiempo en el canon, y parecía que esa era una oportunidad perfecta para decir: 'Bueno, ¿qué está pasando realmente detrás de aquí?' Fue muy emocionante tomar una especie de retrato fijo de alguien y tirarlo y construir una vida real detrás de él. Ella tiene una vida mucho, mucho, mucho más complicada [de lo] que nadie se haya dado cuenta". Llamó a Mon "una especie de personaje de Nancy Pelosi... Ella está tratando de hacer el bien... y está perdiendo". Señaló: "Ella tiene una presencia poderosa en el Senado, pero se enfrenta a una derrota tras otra a medida que el Imperio se hace cargo".

## Apariciones

### Películas

#### El retorno del Jedi(1983)
La primera aparición en pantalla de Mon Mothma fue en Return of the Jedi en 1983, interpretada por única vez por Caroline Blakiston. En esta película, explica a los rebeldes el plan para detener la segunda Estrella de la Muerte.

#### La venganza de los Sith(2005)
Una joven Mothma, interpretada por primera vez por Genevieve O'Reilly, aparece en Star Wars: Episodio III - La venganza de los Sith en un cameo silencioso. En una escena eliminada, en la que desempeña un papel más importante, la senadora Mothma se reúne en secreto con el senador Bail Organa de Alderaan y la senadora Padmé Amidala de Naboo durante los últimos días de la República Galáctica. El grupo, conocido como la Delegación de los 2000, discute el creciente autoritarismo del Canciller Palpatine y cómo contrarrestarlo en lo que serían las primeras semillas de la Rebelión contra el Imperio.

#### Rogue One(2016)
Rogue One marca la primera aparición en pantalla de Genevieve O'Reilly como Mon Mothma después de que su escena en Revenge of the Sith fuera eliminada del corte final de la película, retomando el papel después de más de una década. Mothma encarga al espía rebelde Cassian Andor que encuentre a Galen Erso, el científico imperial que diseñó la Estrella de la Muerte. Para ello, reclutan a Jyn Erso, una joven renegada y la hija de Galen enviada a un campo de trabajo por sus crímenes contra el Imperio, para ayudar a identificar y sacar a su padre. Mon tiene la intención de que Galen testifique ante el Senado y confirme la existencia de la Estrella de la Muerte.

### Televisión

#### The Clone Wars(2010-2014)
Mothma aparece en la serie animada The Clone Wars, interpretada en voz por Kath Soucie. En "Asesinatos del Senado", "Héroes de ambos lados" y "En busca de la paz", tiene protagonismo junto con Bail Organa y Padmé Amidala, resolviendo eventos políticos.

#### Rebels(2017)
Mothma aparece en varios episodios de la tercera y cuarta temporada de la serie animada Star Wars Rebels, con O'Reilly retomando su papel. En "Secret Cargo", Mothma pronuncia un discurso en el que denuncia públicamente al Emperador Palpatine por la masacre en el planeta Ghorman por parte del Imperio. El discurso hace que Mothma abandone el Senado Imperial y huya después de ser buscada por el Imperio, siendo rescatada por la nave rebelde Fantasma. Luego se ve obligada a convertirse públicamente en la líder de la Alianza Rebelde, llamando a varias células rebeldes en toda la galaxia para que converjan en la lucha contra el imperio. En "Zero Hour: Part 1", recibe un mensaje del protagonista Ezra Bridger solicitándole que envíe refuerzos para frustrar el asalto del Gran Almirante Imperial Thrawn a la base rebelde de Atollon. Al negarse, Mon señala que es demasiado pronto para que los rebeldes luchen abiertamente contra el Imperio, y que hacerlo, como seguramente pretende Thrawn, diezmaría sus crecientes fuerzas.
En "In the Name of the Rebellion: Part 1", la Alianza Rebelde recibe valiosa información del extremista Saw Gerrera, pero Mon deja claro que no aprueba sus métodos inescrupulosos. Más tarde, este confronta a Mon mediante un holograma, acusando a la Alianza Rebelde de ser demasiado cobarde para vencer al Imperio. Mon insiste en que la tendencia de Saw a atacar a civiles, matar enemigos que se rinden y romper todas las reglas de combate son cosas que el Imperio haría. En "The Occupation", Mon informa a la tripulación del Fantasma que el Imperio está probando un nuevo tipo de Defensor TIE y envía al equipo a Lothal para reconocimiento. En "Crawler Commandeers", Mon aprueba un plan para que Hera Syndulla y su equipo ataquen una fábrica imperial de Defensores TIE en Lothal.

#### Andor(2022-2025)
Mothma aparece en la serie live-action Andor (2022-2025), precuela de Rogue One e interpretada por O'Reilly. 

##### Temporada 1
5 años antes de la Batalla de Yavin, Mothma sigue trabajando en el senado defendiendo sin éxito algunas causas, mantiene una tensa relación con su esposo Perrin y su hija adolescente Leida y se reúne en secreto con el rebelde Luthen Rael para entregarle financiamiento a misiones de sus diversas células rebeldes. Pero tras el robo que un grupo rebelde efectuó en Aldhani, orquestado por Luthen, se ve en problemas cuando se le restringe el acceso a fondos de su familia; durante una reunión en su hogar, se reencuentra con Tay Kolma, un amigo de infancia convertido en banquero a quien le pide ayuda para conseguir recursos.
En el medio, se reencuentra con su prima Vel Sartha, quien secretamente participa en las acciones de la rebelión a quien aconseja mantener un bajo perfil; Kolma le recomienda conseguir un préstamo para cubrir el dinero que ha sacado y concreta una reunión con Davo Sculdun, un banquero de su planeta de dudosa actividad, que en principio Mothma rechaza pero luego accede. Sin embargo, desestima su ayuda cuando Sculdun le propone a cambio casar a Leida con su hijo, aunque se ve obligada a aceptar por el bien de su causa. Para crear una historia de tapadera para los fondos perdidos, Mon simula una discusión frente a su chofer Kloris, sabiendo que es un espía de la OSI, sugiriendo que Perrin ha apostado el dinero en el juego.

##### Temporada 2
Un año después, se realiza la boda de Leida, con Mon atenta a los preparativos y recibiendo a los invitados, debiendo lidiar incomoda por la presencia de Luthen. Su incertidumbre aumenta cuando Kolma le informa que sus inversiones financieras se han deteriorado como resultado de sus tratos e insinúa que está considerando venderla al Imperio. Mothma discute la posibilidad de la deserción de Tay con Luthen, quien dice que deberían intentar averiguar el precio de Kolma por guardar silencio sobre la Rebelión. A pesar de tratar de convencer a su hija de no casarse tan pronto, finalmente la ceremonia se desarrolla sin problemas; al no poder ofrecer un precio para asegurar el silencio de Tay, Luthen informa a Mothma que ha decidido matarlo. Mothma bebe y baila angustiada.
Con el paso del tiempo, Mothma intenta, sin éxito, conseguir apoyo para bloquear la renovación de un proyecto de ley que otorga amplios poderes a la ISB, comienza a trabajar con Erskin Semaj, soldado chandrilano que se transforma en su ayudante en el Senado, así como confronta en varias ocasiones a imperiales como Orson Krennic por las acciones que han ejercido. Todo cambia cuando en el 2 ABY se produce una brutal masacre en el planeta Ghorman, el cual el Imperio enmarca el incidente como una insurrección. una conmovida Mothma decide que es hora de condenar abiertamente al Emperador y huir a Yavin IV. Con el apoyo de su amigo senador y líder rebelde Bail Organa, tienen planificado un escape, pero Luthen la intercepta informándole que en el equipo de Organa hay una infiltrada Imperial, recibiendo de ella reproche por la profundidad de su subterfugio dentro de la Rebelión y su decisión de asesinar a Tay. Con la ayuda de Organa, Mothma toma la palabra en el Senado para condenar a Palpatine y la manipulación de la verdad por parte del Imperio; sale rápidamente del Senado con la ayuda de Cassian Andor, hombre de confianza de Luthen, asignada para su rescate, viendo sorprendida cómo mata a la infiltrada de Organa y a Kloris. Mothma permanece en Coruscant para posicionarse públicamente con los rebeldes de Yavin IV.
En los días previos a la Batalla de Yavin, Mon se ha instalado en la base y comanda el consejo de la Alianza Rebelde junto con Organa y otros líderes como el general Davits Draven, Esta presente cuando el consejo interroga a Cassian después de regresar de una misión no autorizada proveniente de Luthen, habiendo traído a Kleya, su asistente. Se entera de que Luthen ha muerto y que antes de morir, recibió información de la construcción de un superarma por parte del Imperio. Mon esta dispuesta de escuchar, a pesar del rechazo inicial del consejo y le pide a Vel que le informe si Cassian Y Kleya saben más. Cuando un informante rebelde asociado con Saw Gerrera contacta con Yavin IV rogando hablar con Cassian, el liderazgo rebelde se da cuenta de que la evidencia es demasiado contundente para ser una trampa y accede a que Cassian y K-2SO vuelen a Kafrene para reunirse con el informante.

#### Ahsoka(2023)
Mothma aparece en la serie Ahsoka, ambientada 5 años después de Return of the Jedi e interpretada por O'Reilly. Es la primera producción que muestra al personaje después de los acontecimientos de la película, ya convertida en la canciller de la Nueva República. En "Parte tres: Hora de volar", la general Hera Syndulla (Mary Elizabeth Winstead) busca recursos de la Nueva República de Mon y su equipo de funcionarios gubernamentales de alto rango, pero el senador Hamato Xiono (Nelson Lee) tiene dudas sobre el deseo de Hera para perseguir los rumores sobre el regreso del Gran Almirante Thrawn. En "Parte Cinco: El Guerrero de las Sombras", Mon se le aparece a Hera a través de un holograma, advirtiéndole que su desobediencia ha llevado a Supervisión de la Nueva República a exigir su regreso a Coruscant para ser interrogada por ellos.En "Parte Siete: Sueños y locuras", Mon supervisa a regañadientes el tribunal que administra la audiencia disciplinaria de Hera y llega a creer que la amenaza del regreso de Thrawn es real. 

### Novelas

#### Aftermath(2015)
Mothma apareció en la novela Aftermath de Chuck Wendig. Después de la victoria de la Alianza Rebelde en la Batalla de Endor y la caída del liderazgo del Imperio, Mothma lidera la formación de la Nueva República democrática en su mundo natal de Chandrila. Mothma asumió el papel de Canciller de la Nueva República. Buscando no repetir el error de la militarización de la antigua República Galáctica, propuso medidas radicales como la Nueva República para acometer la desmilitarización en un 90%.

#### Bloodline(2016)
En la novela Star Wars: Bloodline de 2016, Mon renunció como Canciller debido a una enfermedad. Pero su intento de evitar que la sobremilitarización centralizada cree un nuevo Imperio abogando por una reducción drástica de la flota de la Nueva República ha provocado el surgimiento de dos facciones opuestas en el Senado: los populistas, que apoyan la autonomía de los planetas y sistemas individuales, y los centristas, que creen que es necesario un gobierno central más fuerte.

#### Legends
En esta continuidad del Universo expandido, Mothma se establece como la Jefa de Estado de la Nueva República; no puede desmilitarizar el gobierno debido a los conflictos en curso con los señores de la guerra imperiales y otros remanentes del Imperio.  En la serie de cómics Dark Empire de la década de 1990, Mon también ayuda a Luke Skywalker a formar una Nueva Orden Jedi menos involucrada con la política de la República que la Orden Jedi original.

## Recepción
Eric Diaz de Nerdist News llamó a Mon Mothma "crucial para Star Wars".  Adrian Quidilla de Screen Rant escribió que "la capacidad de Mon Mothma para inspirar y organizar una revolución en toda la galaxia la convierte posiblemente en la figura de la Rebelión más importante de todas, ya que el resultado de la trilogía original de Star Wars no podría haber sucedido sin su esperanza incansable". Jeremy Smith de Slashfilm estuvo de acuerdo en que el personaje ha sido una figura integral en la saga Star Wars desde su primera aparición en una película", pero señaló que antes de Andor, Mon había estado "completamente desatendida" en los medios de acción en vivo. Corey Larson de Screen Rant calificó la actuación de O'Reilly en Andor como "reveladora", y señaló que "George Lucas reconoció claramente cómo Mon Mothma tenía el potencial de ser una figura fundamental y popular en la historia de Star Wars y que O'Reilly era el perfecto candidato para el puesto".  Simon Cardy de IGN estuvo de acuerdo en que "O'Reilly es fantástica en su interpretación de un personaje completamente empático que se enfrenta a un Imperio [en Andor]".  Blake Hawkins de Comic Book Resources llamó Mon, un "rudo" y "maestro manipulador" por las acciones del personaje en el final de la primera temporada "Rix Road". 
La interpretación de O'Reilly de Mon Mothma ha recibido una recepción crítica universalmente positiva, mientras que el cameo inicial de Blakiston como el personaje se ha convertido en un meme de Internet.